# Listă de regizori maghiari
Aceasta este o listă de regizori de film maghiari:

Cuprins: Început - 0–9 A B C D E F G H I J K L M N O P Q R S T U V W X Y Z

## A
- Nándor Alapi
- Ernő Andai
- Nimród Antal
- Oszkár Ascher

## B
- Béla Balogh
- Gábor Bódy
- Géza von Bolváry
- István Bujtor
- László Benedek
- Péter Bacsó
- Zoltán Bonta

## C
- Ferenc Cakó

## D
- Alfréd Deésy
- Attila Dargay

## E
- Ildikó Enyedi
- Judit Elek

## F
- Nicolas Farkas
- Benedek Fliegauf
- György Fehér
- Péter Forgács
- Zoltán Fábri
- Paul Fejos

## G
- István Gaál
- Péter Gothár
- Lívia Gyarmathy
- Imre Gyöngyössy
- Gábor N. Forgács

## H
- János Herskó
- Zoltán Huszárik

## J
- Jenő Janovics
- Marcell Jankovics
- Miklós Jancsó

## K
- Alexander Korda
- Barna Kabay
- Ferenc Kardos
- Ferenc Kósa
- Ferenc Kósa
- Ilona Kolonits
- Márton Keleti
- Róbert Koltai
- Zsolt Kézdi-Kovács

## M
- Félix Máriássy
- Gyula Maár
- Károly Makk
- Márta Mészáros
- Peter Medak

## P
- György Pálfi

## R
- Géza von Radványi
- László Ranódy
- Sándor Reisenbüchler
- Miklós Rózsa

## S
- István Szabó
- János Szász
- Pál Sándor
- István Székely
- Sándor Sára
- Zoltan Szalkai

## T
- Béla Tarr
- Ivan Tors